# Екваторијална Гвинеја на Светском првенству у атлетици на отвореном 2013.
Екваторијална Гвинеја је учествовала на Светском првенству у атлетици на отвореном 2013. одржаном у Москви од 10. до 18. августа дванаести пут. Репрезентацију Екваторијалне Гвинеје представљао је један такмичар који се такмичио у трци на 800 метара.
На овом првенству Екваторијална Гвинеја није освојила ниједну медаљу, али је Бенжамин Ензема постигао најбољи лични резултат сезоне.

## Резултати

### Мушкарци
| Атлетичар       | Дисциплина | Лични рекорд | Група       | Група     | Полуфинале           | Полуфинале           | Финале               | Финале       | Детаљи |
| Атлетичар       | Дисциплина | Лични рекорд | Резултат    | Место     | Резултат             | Место                | Резултат             | Место        | Детаљи |
| --------------- | ---------- | ------------ | ----------- | --------- | -------------------- | -------------------- | -------------------- | ------------ | ------ |
| Бенжамин Ензема | 800 м      | 1:56,23 НР   | 1:56,82 ЛРС | 7. у гр 3 | Није се квалификовао | Није се квалификовао | Није се квалификовао | 45 / 47 (49) |        |